# Nolan Bushnell
Nolan Kay Bushnell (Clearfield, 5 febbraio 1943) è un ingegnere e imprenditore statunitense.
Ha fondato diverse società tra cui Atari e la catena di pizzerie Chuck E. Cheese's Pizza-Time Theater. È considerato uno dei fondatori dell'industria videoludica.

## Biografia
Laureato in ingegneria elettrica nel 1968 alla Università dello Utah, Bushnell si interessò ai videogiochi dopo avere visto girare Spacewar! su un PDP-1. Lavorò per quattro anni in un luna park presso Salt Lake City come aiuto gestore giostre e sale giochi, dove fece esperienza sull'economia dei giochi a moneta, che poi applicò anche ai videogiochi. Nel 1971 insieme a Ted Dabney, suo collega alla Ampex di Sunnyvale, produsse un clone di Spacewar! chiamato Computer Space; il risultato commerciale non fu esaltante, ma si trattò del primo coin-op prodotto su larga scala, ceduto in licenza alla Nutting Associates nel novembre 1971.
A Bushnell e Dabney si aggiunse Allan Alcorn, e i tre fondarono la Syzygy, la prima società interamente dedicata alla produzione di videogiochi arcade.
Dopo una dimostrazione del Magnavox Odyssey di Ralph H. Baer, Bushnell (che nel frattempo aveva modificato il nome dell'azienda in Atari, un riferimento al gioco Go) chiese ad Alcorn di realizzare PONG. Come dichiarato in un'intervista, Bushnell non riteneva di avere inventato i videogiochi, ma semplicemente di averli messi in commercio.
Dopo avere ceduto la società alla Time Warner nel 1976 per 28 milioni di dollari, Bushnell si è dedicato ad altre attività imprenditoriali. Negli anni '80 la holding Catalyst Technologies raggruppava varie società di Bushnell, tra cui la Androbot, produttrice di robotica industriale che tentò con scarso successo di commercializzare anche robot domestici, e la Axlon produttrice di elettronica di consumo, che con maggiore successo realizzò i Petster, peluche elettronici in grado di muoversi rispondendo a stimoli sonori.
Nel 2000 fondò la catena di ristoranti con servizi multimediali UWink.
Il 19 aprile 2010 Bushnell è rientrato nel Consiglio di amministrazione di Atari, Inc.
Attualmente Bushnell è impegnato con Anti-AgingGames.com, un servizio online di giochi che aiutano a stimolare la memoria e la concentrazione e a tenere attivo il cervello nelle persone oltre 35 anni. I giochi sono realizzati da Bushnell con il supporto di medici specialisti.

## Legge di Bushnell
A Bushnell viene spesso attribuito un aforisma denominato "Legge di Bushnell" o "Legge di Nolan":
(Nolan Bushnell)
Esso spiega sinteticamente il meccanismo che permette a un gioco di raggiungere il successo, ossia riuscire a coinvolgere sia i principianti sia gli esperti.

## Vita privata
Bushnell è stato sposato in prime nozze con Paula Rochelle Nielson, dal 1966 al 1969: il matrimonio è terminato col divorzio, dopo la nascista di due figlie. they moved to California.[11] They divorced in 1975, just prior to Warner Communication's purchase of Atari. Nel 1977 ha contratto un nuovo matrimonio con Nancy Nino, che gli ha dato sei figli.